# Ярошевич, Андрей Иванович
Андре́й Ива́нович Яроше́вич (1875, село Мельниковцы, в настоящее время Немировского района Винницкой области — 1941) — украинский и советский статистик и специалист по экономической географии, профессор, псевдонимы — А. Яр .; Яр-ич; Я-ри; Я-ч.

## Биография
Племянник украинской революционной деятельницы Ольги Разумовской. Окончил Немировскую гимназию.
В 1893—1899 годах учился в Московском университете.
В 1902 закончил с дипломом первой степени историко-филологический факультет Киевского университета.
Преподавал на Киевских высших коммерческих курсах (1908), в Киевском коммерческом институте (1909) статистику, экономическую географию (штатный доцент по экономической географии с 1919 года). Приват-доцент кафедры политической экономии и статистики Киевского университета (1919), член Постоянной комиссии для выучивания природных богатств Украины при Физико-математическом отделе Украинской Академии наук (1919).
В 1922—1924 годах работал в Подольском губплани.
В 1924—1928 годах преподавал в Киевском институте народного хозяйства (до 1920 года — Киевский коммерческий институт, ныне — Киевский национальный экономический университет имени Вадима Гетьмана).
Научный сотрудник социально-экономического отдела Института украинского научного языка ВУАН (1928), руководитель комиссии для выучивания производительных сил Украины при ВУАН (1929). Сотрудник Всесоюзного государственного научно-исследовательского института махоркознавства (1931—1934), Всеукраинского государственного института социалистического здравоохранения (1934), старший научный сотрудник Научно-исследовательского института географии (1940—1941).
Был членом Киевского союза потребительских обществ (1911), Киевского союза учреждений мелкого кредита (1912), член Киевского агрономического общества (1912), Харьковского общества сельского хозяйства и сельскохозяйственной промышленности (1912), Исторического общества Нестора-Летописца (1930), Тульчинского окружного краеведческого общества (1928), Общества авиации и воздухоплавания Украины (1925) и др.
Автор монографий «Очерки экономической жизни Украины», «Очерки хуторянского хозяйства Киевщины» и др.
В 1941 году был арестован и выслан в Новосибирск. Скончался в том же году.